# Niels-Henning Ørsted Pedersen
Niels-Henning Ørsted Pedersen, även känd under initialerna NHØP, född 27 maj 1946 i Osted, död 19 april 2005 i Ishøj, var en dansk jazzbasist. 
Pedersen började spela på Jazzhus Montmartre i Köpenhamn vid 15 års ålder 1961, och kom från 1960-talet att spela med ett stort antal internationellt kända jazzmusiker, däribland Sonny Rollins, Dexter Gordon, Rahsaan Roland Kirk, Ben Webster, Count Basie, Roy Eldridge, Ella Fitzgerald och Dizzy Gillespie. Mellan åren 1973–86 var han medlem i Oscar Petersons trio. Pedersen blev tre gånger korad som årets basist av den internationella jazztidskriften Downbeat.

## Priser och utmärkelser
- 1975 – Grammy Award, "Best Jazz Performance by a Group" för The Trio (med Oscar Peterson och Joe Pass)
- 1991 – Nordiska rådets musikpris